# Sæming

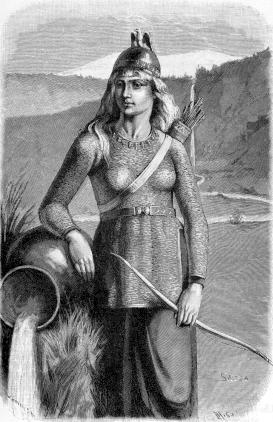
La géante Skadi était considérée comme la mère de Sæming.

Sæming (vieux-norrois Sæmingr) est le fils de la géante Skadi. Il est alternativement cité comme étant un fils d’Odin (prologue de l’Edda en prose) ou comme le fils d’Yngvi-Frey (saga des Ynglingar). Snorri dit également qu’il est l’ancêtre des jarls de Hlaðir.